# Traugott
Traugott  è un nome proprio di persona tedesco maschile.

## Varianti
- Ipocoristici: Tröge[2], Trudde[2], Godi[2], Göde[2]

## Origine e diffusione
Analogamente a Gottlob e Gotthold, si tratta di un nome recente, coniato nel XVII secolo in ambienti pietisti; è composto dalle parole tedesche trauen ("fidarsi") e Gott ("Dio", presente, oltre che nel già citato Gottlob anche in Goffredo, Gottlieb e Gottardo), quindi "fiducia in Dio".

## Onomastico
Nessun santo ha portato il nome Traugott, che quindi è adespota; l'onomastico può essere festeggiato il 1º novembre, ad Ognissanti. Alcune fonti lo pongono al 20 settembre, giorno in cui è commemorato san Teopisto, figlio di sant'Eustachio, il cui nome ha il medesimo significato.

## Persone
- Carl Traugott Beilschmied, botanico e farmacista tedesco
- Traugott Buhre, attore tedesco
- Traugott Herr, generale tedesco
- Traugott Oberer, calciatore svizzero
- Traugott Oesterreich, filosofo tedesco
- Karl Traugott Queisser, mucisita tedesco
- Traugott von Sauberzweig, generale tedesco